# Koteria
Koteria (fr. coterie) – grupa ludzi wzajemnie się popierających i dążących do pewnych partykularnych, często osobistych celów, bez należytego uwzględnienia dobra publicznego.
Cechy funkcjonowania koterii:
- ukierunkowanie na własne, egoistyczne cele, często wbrew interesowi ogółu społeczeństwa;
- wywieranie pozaprawnego wpływu na działanie struktur publicznych;
- nadużywanie stanowisk;
- intrygi;
- nepotyzm;
- niedopuszczanie i eliminowanie z życia publicznego osób niewygodnych

Inne określenia: sitwa, „układ”, „grupa trzymająca władzę”.
W historii polskiej literatury koteria występuje również w nazwie własnej XIX-wiecznego środowiska pisarskiego Koteria Petersburska.